# 格里塞勒 (科多尔省)
格里塞勒（法語：Griselles，法語發音：[ɡʁizɛl]）是法国科多尔省的一个市镇，属于蒙巴尔区。

## 地理
格里塞勒（47°52'8"N, 4°21'10"E）面积12.37 平方千米，位于法国勃艮第-弗朗什-孔泰大區科多尔省，该省份为法国中东部省份，北起奥布省，西接涅夫勒省和约讷省，南至索恩-卢瓦尔省，东南接汝拉省，东临上索恩省，东北部与上马恩省接壤。
与格里塞勒接壤的市镇（或旧市镇、城区）包括：维勒迪约、莱涅、马尔瑟奈、尼塞、沙奈。

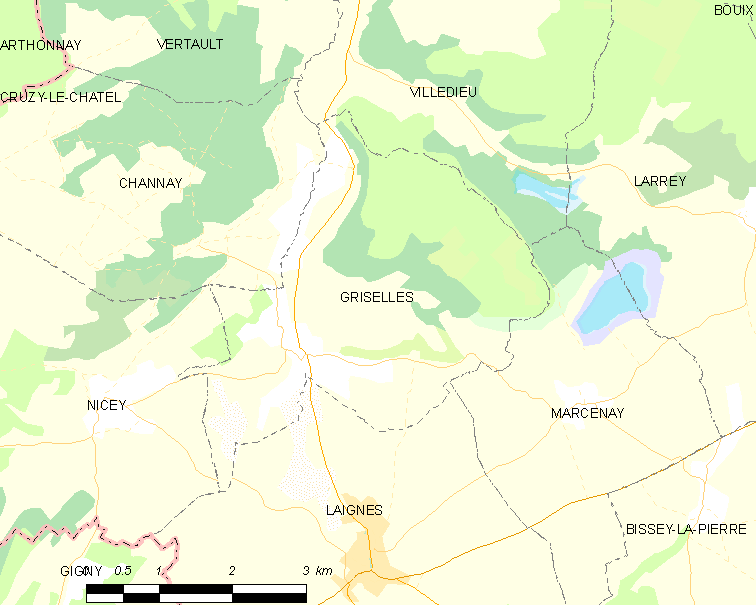
的OSM定位图

格里塞勒的时区为UTC+01:00、UTC+02:00（夏令时）。

## 行政
格里塞勒的邮政编码为21330，INSEE市镇编码为21309。

## 政治
格里塞勒所属的省级选区为塞纳河畔沙蒂永县。

## 人口

1962-2008年间人口变化图示

格里塞勒于2022年1月1日时的人口数量为92人。